# Claus Stier
Claus Stier (* 24. April 1936 in Rostock; † 29. April 2016 in Wustrow) war ein deutscher Pastor und Autor.

## Leben
Claus Stier war der Sohn eines Rostocker Malermeisters. Nach dem Abitur an der Großen Stadtschule studierte er ab 1956 Theologie in Rostock. 1962 machte er sein 1. Theologisches Examen und wurde Vikar in Alt Buckow, später Hilfsprediger in Althof bei Doberan. Nach dem 2. Examen und der Ordination übernahm er 1964 die Pfarrstelle in Retschow. 1966 heiratete er Jutta Pietsch, mit der er fünf Kinder hatte. Von 1972 bis 1996 war Stier Pastor des Fischlandes in Wustrow.
1993 wurde Claus Stier der Freudenthal-Preis verliehen.

## Schriften
- Von Davids Stein und Simons Stab. Berlin 1975, 2. Aufl. 1980
- Bitte einen Augen-Blick!. Berlin 1980, 2. Aufl. 1984
- Dir auf der Spur. Berlin (1987), ISBN 978-3-374-00129-3
- Fischlanner Struuss. Rostock 1995, ISBN 978-3-930845-01-9
- De Schippsklocken von Wustrow. Soltau, Heidelberg 1999
- Ti-Schört un anner plattdüütsch Vertellers. Rostock 2006, ISBN 978-3-934116-51-1
- Das verschwundene Altarkreuz. Rostock 2013, ISBN 978-3-86785-271-5